# Alájar
Alájar è un comune spagnolo di 811 abitanti situato nella comunità autonoma dell'Andalusia.

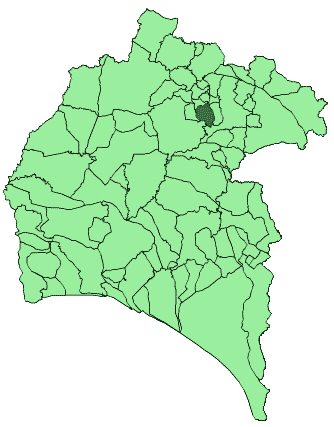
Mappa del comune nella provincia